# Yongary, monstre des abysses
Pour les articles homonymes, voir Yonggary.
Pour plus de détails, voir Fiche technique et Distribution.
Yongary, monstre des abysses (대괴수 용가리, Taekoesu Yonggary) est un film sud-coréen réalisé par Kim Ki-duk sorti en 1967.

## Synopsis
En Corée du Sud, une famille se réunit pour le mariage d’un astronaute, mais l’astronaute est rappelé au service pour surveiller un essai nucléaire au Moyen-Orient. Le test déclenche un tremblement de terre qui déplace l’épicentre au cœur de la Corée. Les autorités cachent d’abord cette information au public jusqu’à ce qu’elles soient sûres que le tremblement de terre va frapper, mais une fois qu’il a atteint la province de Hwanghae, les autorités imposent la loi martiale dans la région. Le tremblement de terre frappe Panmunjom, où un photographe prend des photos du sol qui se fend et révèle une créature colossale se déplaçant à l’intérieur. Le photographe parvient à s’enfuir, mais sa voiture s’écrase à cause du séisme. Le photographe parvient à joindre les autorités et à livrer les photographies de la créature avant de succomber à ses blessures. Les autorités nomment la créature « Yongary », basée sur une vieille fable coréenne sur un monstre lié aux tremblements de terre.

## Fiche technique
- Titre : Yongary, monstre des abysses
- Titre original : 대괴수 용가리 (Taekoesu Yonggary)
- Réalisation : Kim Ki-duk
- Scénario : Kim Ki-duk et Seo Yun-sung
- Musique : Jeon Jeong-geun
- Photographie : Byeon In-jib
- Société de production : Keukdong Entertainment et Toei Company
- Pays :  Corée du Sud et  Japon
- Genre : Aventure, drame, horreur, science-fiction et catastrophe
- Durée : 80 minutes
- Dates de sortie : 
  -  Corée du Sud : 13 août 1967

## Distribution
- Oh Yeong-il
- Nam Jeong-im
- Lee Sun-Jae
- Kang Moon
- Lee Kwang-ho
- Cho Kyoung-min